# 10320 Reiland
10320 Reiland este un asteroid din centura principală de asteroizi.

## Descriere
10320 Reiland este un asteroid din centura principală de asteroizi. A fost descoperit pe 14 octombrie 1990 la Observatorul Palomar de Eleanor Francis Helin. Asteroidul prezintă o orbită caracterizată de o semiaxă mare de 2,29 ua, o excentricitate de 0,13 și o înclinație de 6,3° în raport cu ecliptica.